# Schönau an der Brend
Schönau an der Brend es un municipio situado en el distrito de Rhön-Grabfeld, en el estado federado de Baviera (Alemania), con una población a finales de 2016 de unos 1237 habitantes.
Se encuentra ubicado al norte del estado, en la región de Baja Franconia, cerca de la frontera con el estado de Turingia. Es el lugar de origen de la rueda alemana, aparato usado como disciplina en la gimnasia. 